# Хасан Захировић Лаца
Хасан Захировић Лаца  (Мостар, 1920 — Гацко, 8. април 1943) био је учесник Народноослободилачке борбе и Народни херој Југославије. 

## Биографија
Рођен је 1920. године у Мостару. Потиче из сиромашне занатлиске породице. Породичне прилике и очева незапосленост натерале су његову породицу да се одсели из Мостара. Од 1923. до 1933. године живео је у Сарајеву, где је завршио основну школу и изучио пекарски занат. Из Сарајева, његова се породица поново враћа у Мостар. Хасан се све чешће налазио у друштву мостарских организованих радника и учествовао у свим њиховим акцијама против режима и експлоатације. У великим демонстрацијама у Мостару, почетком септембра 1940. године, налазио се у првим редовима.
Пред сам рат, отишао је на одслужење војног рока у Земун, а после капитулације југословенске војске враћа се у Мостар, и ради на сакупљању оружја и војне опреме. са својим друговима прикупљени материјал склања у илегалне магазине, из којих ће се касније наоружати први борци.
Запослио се као радник у домобранском војном магацину, одакле је кришом односио оружје и опрему за борбу против непријатеља. Истовремено је, по задатку партијске организације, радио и на другим пословима у окупираном граду: уносио је и растурао летке у италијанску касарну, писао пароле по зидовима, својим смелим акцијама уносио је немир и пометњу у непијатељским редовима. Напокон, када му је запретила опасност да буде откривен, заједно с још неколико својих другова, Хасан је 3. октобра 1941. године упао у домобранску касарну, северни мостарски војни логор, и из ње извукао 18 сандука пуниције с по 1.200 матака, неколико пушака и друге војне опреме, а затим све то пребацио партизанским борцима. 
Новембра 1941. године, Хасан је ступио у Коњички (мостарски) партизански одред, који се налазио на подручју Борачког језера. Био је један најхрабријих и најодважнијих бораца Одреда. Када је после велике борбе, у марту 1942. године, на Борчу, партизанским одредима у Херцеговини понестало муниције, из Оперативног штаба за Херцеговину стигло је наређење Мостарском батаљону да муницију покуша да прибави из окупираног Мостара. с још тројицом другова, Хасан се добровољно јавио за извршење овог задатка. Из италијанског магацина изнели су 22 сандука муниције, која су затим пребачена на ослобођену територију.
Хасан Захировић је више пута ишао у походе родном окупираном граду, одакле је доносио санитетски материјал, оружје и муницију. У Мостарском батаљону Десете херцеговачке ударне бригаде био је један од највештијих митраљезаца. Као командир чете ишао је увек први, пред својим борцима, на непријатељска гнезда и бункере. Учествовао је у свим акцијама ударне десетине, а нарочито се истакао у борбама за ослобођење Жепча и Прозора, почетком 1943. године, затим у борбама за Коњиц и Бијелу, где су јаке четничке снаге имале многа и снажна утврђења.
Погинуо је у рејону превоја Кобиља глава, код Гацка, 8. априла 1943. године, у борбама против Италијана и четника, у којима је, поред осталих јединица Треће ударне дивизије учествовала и главнина Десете херцеговачке ударне бригаде.
Указом Председништва Антифашистичког већа народног ослобођења Југославије (АВНОЈ), 26. јула 1945. године, међу првим борцима Народноослободилачке војске, проглашен је за народног хероја.
Године 1965. његови посмртни остаци су пренети и сахрањени на Партизанском гробљу у Мостару.